# Remco Torken
Remco Torken, né le 3 janvier 1972 à Leyde, est un joueur de football néerlandais, qui évoluait au poste d'attaquant. Il a mis un terme à sa carrière en 2002, après avoir joué dans huit clubs différents en 13 saisons.